# رزمایش امنیتی پیامبر اعظم
رزمایش امنیتی پیامبر اعظم در روزهای ۲۴، ۲۵ و ۲۶ فروردین ماه ۱۳۹۵ با وسعت بیش از ۲۹۰ هزار کیلومتر و حدود ۱۷ درصد وسعت کشور ایران در منطقه جنوب شرق کشور شامل استان سیستان و بلوچستان، جنوب استان کرمان، جنوب استان خراسان جنوبی و شرق هرمزگان با محوریت قرارگاه قدس نیروی زمینی سپاه برگزار شد.
این رزمایش با سخنرانی علی لاریجانی رئیس مجلس شورای اسلامی پایان یافت. این رزمایش با رمز «یا رسول الله» آغاز شد.

## اهداف
- استحکام بخشی به زیرساخت‌های منطقه برای توسعه و آبادانی
- تعمیق ارتباط سپاه و مردم
- مشارکت مردم در امنیت منطقه
- نمایش اراده نظام برای توجه اساسی به جنوب شرق کشور
- تمرین برای ارتقای آمادگی همه‌جانبه امنیتی[۵]

### پرواز پهپاد
پهپادهای شاهد ۱۲۹ و پهپادهای صادق در این رزمایش به پرواز درآمدند.

## یگان‌های شرکت کننده
در این رزمایش پنج قرارگاه فرعی، یگان‌های رزمی نیروی زمینی و هوانیروز سپاه، توپخانه، مرزبانی، نیروی انتظامی و نیروهای مردمی شرکت داشتند.